# Œuf du palais de Gatchina
L'Œuf du palais de Gatchina est l'une des pièces d'orfèvrerie fabriquées sous la direction du joaillier russe Pierre-Karl Fabergé pour la famille impériale russe dont la collection est connue comme les œufs de Fabergé.
Créé en 1901, l'œuf a été fabriqué par Mikhaïl Perkhine pour Nicolas II qui l'a offert à sa mère, l'impératrice Marie Fedorovna. L'œuf s'ouvre pour révéler une réplique miniature en or du palais de Gatchina, situé au sud de Saint-Pétersbourg.
Il est l'un des deux œufs de Fabergé conservé dans les collections du Walters Art Museum de Baltimore.